# Кислая фосфатаза, простатическая
Кислая фосфатаза простаты (PAP), а также простатическая специфическая кислая фосфатаза (PSAP) — это фермент, продуцируемый простатой. Его можно найти в повышенных количествах у мужчин, страдающих раком простаты или другими заболеваниями.
Самый высокий уровень кислой фосфатазы обнаруживается при метастазирующем раке простаты. Заболевания костей, такие как болезнь Педжета или гиперпаратиреоз, заболевания клеток крови, такие как серповидноклеточная анемия или множественная миелома, или лизосомные болезни накопления, такие как болезнь Гоше, будут демонстрировать умеренно повышенные уровни.
Некоторые лекарства могут вызывать временное повышение или снижение уровня кислой фосфатазы. Манипуляции с предстательной железой с помощью массажа, биопсии или ректального исследования перед исследованием могут повысить уровень.
Его физиологическая функция может быть связана с процессом разжижения спермы.

## Использование для прогноза рака простаты

### Маркер сыворотки
PSAP использовался для мониторинга и оценки прогрессирования рака простаты до тех пор, пока не был введен простатоспецифический антиген (PSA), который в настоящее время в значительной степени его вытеснил. Последующая работа предположила, что он играет роль в прогнозировании рака простаты средней и высокой степени риска, и привела к возобновлению интереса к нему как к биомаркеру.

### Иммуногистохимия
Иммуногистохимическое окрашивание на PSAP часто используется патологами вместе с PSA (окрашиванием), чтобы помочь отличить низкодифференцированные карциномы. Например, низкодифференцированная аденокарцинома простаты (рак простаты) и уротелиальная карцинома (рак мочевого пузыря) могут выглядеть одинаково под микроскопом, но окраска PSAP и PSA может помочь их дифференцировать; аденокарцинома простаты часто окрашивается PSA и/или PSAP, в то время как уротелиальная карцинома — нет.

## ВИЧ
PAP может играть важную роль в передаче ВИЧ. Исследователи из Ульмского университета в Германии обнаружили, что PAP образует волокна из амилоида. Они назвали волокна семенным усилителем вирусной инфекции (SEVI) и показали, что они захватывают вирионы ВИЧ, способствуя их прикреплению к клеткам-мишеням. Ассоциация PAP с ВИЧ может увеличить способность вируса инфицировать клетки человека «на несколько порядков». PAP может стать целью будущих усилий по борьбе с распространением ВИЧ-инфекции.

## Подавление боли
Исследование, проведенное в Университете Северной Каролины и Университете Хельсинки, показало, что PAP может иметь мощные антиноцицептивные, антигипералгезические и антиаллодинические эффекты, которые длятся дольше, чем морфин . Одной дозы PAP хватило до трех дней, что намного дольше, чем пять часов, полученных с однократной дозой морфина. Когда нервные клетки находятся в состоянии стресса, они выделяют химическое вещество, известное как аденозинтрифосфат (АТФ), которое, в свою очередь, вызывает болезненные ощущения. АТФ расщепляется на АМФ (аденозинмонофосфат), который PAP превращает в аденозин, молекулу, которая, как известно, подавляет боль.

## История
PSAP был первым полезным сывороточным онкомаркером и появился в 1940-х и 1950-х годах.

## Дальнейшее чтение
- Ostrowski WS, Kuciel R (1994). Human prostatic acid phosphatase: selected properties and practical applications. Clin. Chim. Acta. 226 (2): 121–9. doi:10.1016/0009-8981(94)90209-7. PMID 7923807.
- Cooper JF, Foti AG, Shank PW (1978). Radioimmunochemical measurement of bone marrow prostatic acid phosphatase. J. Urol. 119 (3): 392–5. doi:10.1016/S0022-5347(17)57499-6. PMID 76687.
- Cooper JF, Foti A, Herschman H (1979). Combined serum and bone marrow radioimmunoassays for prostatic acid phosphatase. J. Urol. 122 (4): 498–502. doi:10.1016/S0022-5347(17)56480-0. PMID 480493.
- Sharief FS, Li SS (1992). Structure of human prostatic acid phosphatase gene. Biochem. Biophys. Res. Commun. 184 (3): 1468–76. doi:10.1016/S0006-291X(05)80048-8. PMID 1375464. Архивировано 23 августа 2021. Дата обращения: 23 августа 2021.
- Nguyen L, Chapdelaine A, Chevalier S (1990). Prostatic acid phosphatase in serum of patients with prostatic cancer is a specific phosphotyrosine acid phosphatase. Clin. Chem. 36 (8 Pt 1): 1450–5. doi:10.1093/clinchem/36.8.1450. PMID 1696855.
- Kamoshida S, Tsutsumi Y (1990). Extraprostatic localization of prostatic acid phosphatase and prostate-specific antigen: distribution in cloacogenic glandular epithelium and sex-dependent expression in human anal gland. Hum. Pathol. 21 (11): 1108–11. doi:10.1016/0046-8177(90)90146-V. PMID 1699876.
- Van Etten RL, Davidson R, Stevis PE, et al. (1991). Covalent structure, disulfide bonding, and identification of reactive surface and active site residues of human prostatic acid phosphatase. J. Biol. Chem. 266 (4): 2313–9. doi:10.1016/S0021-9258(18)52245-6. PMID 1989985.
- Tailor PG, Govindan MV, Patel PC (1990). Nucleotide sequence of human prostatic acid phosphatase determined from a full-length cDNA clone. Nucleic Acids Res. 18 (16): 4928. doi:10.1093/nar/18.16.4928. PMC 331993. PMID 2395659.
- Warhol MJ, Longtine JA (1985). The ultrastructural localization of prostatic specific antigen and prostatic acid phosphatase in hyperplastic and neoplastic human prostates. J. Urol. 134 (3): 607–13. doi:10.1016/S0022-5347(17)47311-3. PMID 2411954.
- Sharief FS, Lee H, Leuderman MM, et al. (1989). Human prostatic acid phosphatase: cDNA cloning, gene mapping and protein sequence homology with lysosomal acid phosphatase. Biochem. Biophys. Res. Commun. 160 (1): 79–86. doi:10.1016/0006-291X(89)91623-9. PMID 2712834. Архивировано 23 августа 2021. Дата обращения: 23 августа 2021.
- Vihko P, Virkkunen P, Henttu P, et al. (1988). Molecular cloning and sequence analysis of cDNA encoding human prostatic acid phosphatase. FEBS Lett. 236 (2): 275–81. doi:10.1016/0014-5793(88)80037-1. PMID 2842184. S2CID 8445782.
- Yeh LC, Lee AJ, Lee NE, et al. (1988). Molecular cloning of cDNA for human prostatic acid phosphatase. Gene. 60 (2–3): 191–6. doi:10.1016/0378-1119(87)90227-7. PMID 2965059.
- Sharief FS, Li SS (1994). Nucleotide sequence of human prostatic acid phosphatase ACPP gene, including seven Alu repeats. Biochem. Mol. Biol. Int. 33 (3): 561–5. PMID 7951074.
- Virkkunen P, Hedberg P, Palvimo JJ, et al. (1994). Structural comparison of human and rat prostate-specific acid phosphatase genes and their promoters: identification of putative androgen response elements. Biochem. Biophys. Res. Commun. 202 (1): 49–57. doi:10.1006/bbrc.1994.1892. PMID 8037752.
- Banas B, Blaschke D, Fittler F, Hörz W (1994). Analysis of the promoter of the human prostatic acid phosphatase gene. Biochim. Biophys. Acta. 1217 (2): 188–94. doi:10.1016/0167-4781(94)90033-7. PMID 8110833.
- Ostanin K, Saeed A, Van Etten RL (1994). Heterologous expression of human prostatic acid phosphatase and site-directed mutagenesis of the enzyme active site. J. Biol. Chem. 269 (12): 8971–8. doi:10.1016/S0021-9258(17)37063-1. PMID 8132635.
- Li SS, Sharief FS (1993). The prostatic acid phosphatase (ACPP) gene is localized to human chromosome 3q21-q23. Genomics. 17 (3): 765–6. doi:10.1006/geno.1993.1403. PMID 8244395. Архивировано 23 августа 2021. Дата обращения: 23 августа 2021.
- Quintero IB, Araujo CL, Pulkka AE, Wirkkala RS, Herrala AM, Eskelinen EL, Jokitalo E, Hellström PA, Tuominen HJ, Hirvikoski PP, Vihko PT (2007). Prostatic acid phosphatase is not a prostate specific target. Cancer Res. 67 (14): 6549–54. doi:10.1158/0008-5472.CAN-07-1651. PMID 17638863.
- Lindqvist Y, Schneider G, Vihko P (1993). Three-dimensional structure of rat acid phosphatase in complex with L(+)-tartrate. J. Biol. Chem. 268 (28): 20744–6. doi:10.1016/S0021-9258(19)36845-0. PMID 8407898.
- Darson MF, Pacelli A, Roche P, et al. (1997). Human glandular kallikrein 2 (hK2) expression in prostatic intraepithelial neoplasia and adenocarcinoma: a novel prostate cancer marker. Urology. 49 (6): 857–62. doi:10.1016/S0090-4295(97)00108-8. PMID 9187691.